# 이황 필적 - 퇴도선생필법 및 퇴도선생유첩
이황필적 - 퇴도선생필법 및 퇴도선생유첩(李滉筆蹟 - 退陶先生筆法 및 退陶先生遺帖)은 경상북도 안동시 한국국학진흥원에 있는 조선시대의 서간류이다. 1971년 8월 30일 대한민국의 보물 제548-1호로 지정되었다.

## 개요
『이황필적 - 퇴도선생필법 및 퇴도선생유첩(李滉筆蹟 - 退陶先生筆法 및 退陶先生遺帖)』은 조선 명종 11년(1556)에 퇴계 이황(1501∼1570) 선생이 그의 제자인 송암 권호문(1532∼1587)에게 글씨체본으로 써준 것이다.
대, 중, 소자의 크고 작은 해서, 행서, 초서의 각 체를 따로 구분하여 썼다. 이것은 표지를 제외하고 21장으로 구성되어 있는데, 해서체가 13첩, 행서체가 14첩, 작은 해서가 6면, 작은 초서가 4면, 중간 초서가 2면, 또 행서가 3행이고 그 다음에 2장이 떨어져 나가고 끝에 또 작은 해서 1첩이 있다. 맨 뒷장에 ‘낙인구서첩’이란 제목 아래에 쓴 당시(唐詩) 9행은 퇴계의 글씨가 아닌 듯하다.
『퇴계선생유첩』은 2책으로 장첩되어 있는데, 이것은 모두 퇴계선생이 권호문에게 보낸 편지를 모아 놓은 것이다.

## 참고 자료
- 이황 필적 - 퇴도선생필법 및 퇴도선생유첩 - 국가유산청 국가유산포털